# 33838 Brandabaker
33838 Brandabaker è un asteroide della fascia principale. Scoperto nel 2000, presenta un'orbita caratterizzata da un semiasse maggiore pari a 3,1695871 au e da un'eccentricità di 0,1240067, inclinata di 0,72038° rispetto all'eclittica.